# Хорпія
Хо́рпія (рос. Хорпия) — селище у складі Івдельського міського округу Свердловської області.
Населення — 75 осіб (2010, 176 у 2002).
Національний склад населення станом на 2002 рік: росіяни — 74 %.